# Skønne sild
Skønne sild (engelsk titel: Mermaids) er en amerikansk film, det havde premiere i biograferne den 14. december 1990 i USA og den 22. marts 1991 i Danmark. Filmens hovedroller spilles af Cher, Bob Hoskins, Winona Ryder og Christina Ricci i sin første film.

## Handling
Filmen fortælles af Charlotte Flax (Winona Ryder), en 15-årig pige, der flytter med sin mor, Rachel (Cher), og sin lillesøster, Kate (Christina Ricci), fra Oklahoma til Massachusetts i sommeren 1963. Rachels frygt for forpligtelser påvirker hendes børns liv negativt, og meget af filmen handler om Charlottes dårlige forhold til Rachel. Charlottes kampe med sin kvindelighed sætter rammen for filmens finale, som omfatter et tab af uskyld og en nærdødsoplevelse for Kate. Desuden modstår Rachel en romance med Lou Landsky (Bob Hoskins), som ejer en skoforretning i byen.